# Eesti Energia
Eesti Energia er en estisk virksomhed som producerer vandkraft, termisk energi, og råolie og naturgas fra tjæresand. Virksomheden blev grundlagt i 1939 og har hovedkvarter i Tallinn, med produktion i Narva m.m.
Datterselskaberne omfatter bl.a Eesti Põlevkivi, som udvinder Olieskifer, og Narva Õlitehas som producerer olie fra tjæresandet.
I 2008 havde selskabet en årsomsætning på 578 millioner euro.

## Links
- Officielle hjemmeside Arkiveret 10. juni 2020 hos  Wayback Machine